# Willem Theodorus van Bennekom
Pour les articles homonymes, voir Bennekom (homonymie).
Willem Theodorus van Bennekom, né le 16 mars 1756 à Tiel et mort le 21 juillet 1836 à Wamel, est un homme politique néerlandais.

## Biographie
Van Bennekom est élu député unitariste de Doesburg le 22 juillet 1796 à la première assemblée nationale batave. Il est réélu en septembre 1797 pour le district d'Elst. Après le coup d'État du 22 janvier 1798, il intègre la commission chargée de rédiger une constitution pour la République batave. Il est élu député de Doetinchem au Corps représentatif batave le 31 juillet 1798.